# Мельман, Йоси
Йоси Мельман (ивр. יוסי מלמן‎, род. 27 декабря 1950, Польша) — израильский журналист и писатель. Он был корреспондентом по разведке и стратегическим вопросам газеты «Гаарец», а в 2013 году присоединился к «The Jerusalem Post» и её дочерней ивритской газете «Маарив» на аналогичной, более аналитической должности, освещая также военные вопросы. В 2019 году он вернулся в «Гаарец».

## Биография
Йосеф «Йоси» Мельман родился в Польше. Семья иммигрировала в Израиль в 1957 году, когда ему было шесть лет. Он окончил Еврейский университет в Иерусалиме и был стипендиатом Нимана в Гарвардском университете. С 1969 года он три года служил в «Шакед», подразделении разведки и спецназа Армии обороны Израиля.
С 1974 года Мельман работал на различных должностях в израильских СМИ. В течение 27 лет он проработал в израильской ежедневной газете «Гаарец» старшим корреспондентом по национальной безопасности, разведке и стратегическим вопросам. Мельман участвовал в нескольких юридических и публичных баталиях за отмену постановлений о неразглашении информации, изданных израильскими судами и цензорами.
Он написал 10 научно-популярных книг об израильском разведывательном сообществе, безопасности, терроризме и ядерных проблемах, которые были опубликованы в более чем 40 странах на 15 языках. Одна из его книг, «Каждый шпион — принц», написанная в соавторстве с бывшим репортёром CBS News Дэном Равивом, в течение 12 недель была бестселлером New York Times. Мельман также написал пьесу на иврите «Добрый сын», поставленную тель-авивским театром Камери в 2006 году.
В 2016 году Мельман был консультантом и главным героем документального фильма Алекса Гибни «Нулевые дни», получившего премию Пибоди.
В 2017 году вместе с режиссёром Дуки Дрором он создал четырёхсерийный телевизионный документальный фильм под названием «Легендарная история Моссада». Сериал получил хорошие отзывы в израильских СМИ. В 2019 году он был показан на Netflix под названием Inside The Mossad.
Мельман — заядлый бегун и триатлонист, пробежавший 35 марафонов в Европе и США, шесть ультрамарафонов на дистанции от 50 до 75 км и четыре триатлона Ironman. Он является инициатором и основателем «Israman» (Ironman Израиля). В 2009 году, через восемьдесят дней после сердечного приступа, он вернулся, чтобы пробежать полный марафон. Одна из его книг на иврите называется «Автобиография бега». В декабре 2016 года он пробежал 66 км, чтобы отметить своё 66-летие.
В 2020 году президент США Дональд Трамп ретвитнул сообщение Мельмана об убийстве Мохсена Фахризаде, главы ядерной программы Ирана. В 2022 году написал (совместно с Марком Дюгеном) сценарий франко-еврейско-английского фильма и сериала «Мюнхен: Игры и кровь» (Des Jeux Et Du Sang Munich 1972) режиссёра Филиппа Саада.
Мельман женат на Билли Розенсвейг, израильском историке, родившейся в Тель-Авиве. У них двое детей: Йотам и Дарья.

## Взгляды и мнения
Мельман заявил, что считает себя левым израильтянином и что Израиль должен покинуть оккупированные территории, чтобы жить в мире с палестинским государством. Однако он также заявил, что палестинцам не следует предоставлять право на возвращение, поскольку это подорвёт идею решения о создании двух государств в умах израильтян.
Поддерживая мирный процесс с палестинцами, Мельман считает, что Израиль должен сохранить свой сильный военный потенциал, включая ядерное сдерживание.
В феврале 2012 года WikiLeaks описал Мельмана как «информационного мула», который «передавал информацию Моссаду». Эти утверждения были оспорены Мельманом в его обзоре его отношений с Джулианом Ассанжем, который, по его мнению, делал антисемитские заявления.

## Награды
Йоси Мельман дважды (в 1994 и 2017 годах вместе с Дэном Равивом) был удостоен премии Саймона Рокауэра за выдающиеся достижения в еврейской журналистике и премии Бориса Смолара 1995 года за выдающиеся достижения в области международных новостей и репортажей от имени Американской ассоциации еврейской журналистики.
В 2003 году вместе с несколькими другими членами группы ICIJ он получил специальную награду за репортаж «Совершение убийства: бизнес войны», проект из 11 тематических статей о мировых торговцах оружием, торговцами нефтью и алмазами в странах Третьего мира.
По результатам опроса читателей газеты «Гаарец» в 2004 году Мельман был признан самым выдающимся и интересным автором.
В 2007 году вместе с репортёрами ICIJ Майклом Билтоном, Прангтипом Даоруенгом, Игнасио Гомесом, Андреасом Харсоно, Аленом Лаллеманом, Мутеги Ньяу, Полем Раду, Херардо Рейесом и Лео Систи участвовал в исследовательском проекте «Сопутствующий ущерб: права человека и военная помощь после 11 сентября». Проект был номинирован на премию Online News Association Awards.
В 2008 году Мельман получил награду Ассоциации журналистов-расследователей и редакторов (IRE) за свой репортаж об иорданском палестинце, незаконно удерживаемом американскими, израильскими и иорданскими службами безопасности.
В 2009 году он получил Премию Соколова, высшую награду Израиля в области журналистики, за свою исследовательскую работу и последние новости об израильских службах безопасности.

## Опубликованные труды
- The Master Terrorist: The True Story of Abu-Nidal, переведено Шмуэлем Химельштейном (Adama Books, 1986), ISBN 0-915361-52-3
- The Imperfect Spies: The History of Israeli Intelligence (Sidgwick & Jackson[англ.], 1989), ASIN B0007BR81Q
- Behind the Uprising: Israelis, Jordanians, and Palestinians, соавт. с Dan Raviv[англ.] (Greenwood Press, 1989), ISBN 0-313-26787-1
- The New Israelis: An Intimate View of a Changing People (Carol Publishing Corporation, 1992), ISBN 1-55972-129-4
- Friends in Deed: Inside the U.S.-Israel Alliance, соавт. с Dan Raviv (Hyperion Books, 1994) ISBN 0-7868-6006-5
- Every Spy a Prince: The Complete History of Israel's Intelligence Community[англ.], соавт. с Dan Raviv (Houghton Mifflin[англ.], 1990) ISBN 0-395-47102-8
- Spies Against Armageddon: Inside Israel's Secret Wars, соавт. с Dan Raviv (Levant Books, 2012), ISBN 978-0985437817
- The Nuclear Sphinx of Tehran: Mahmoud Ahmadinajed and the State of Iran соавт. с Meir Javedanfar (Caroll&Graf, 2007) Шаблон:ASIN ISBN 0786721065